# Clémentine Hélène Dufau
Clémentine Hélène Dufau (Quinsac, Gironda, 18 de agosto de 1869 - París, 18 de marzo de 1937) fue una pintora francesa. Fue miembro de la Société des Artistes Français y de la Società Heleno Latina, en Roma, Italia.

## Premios

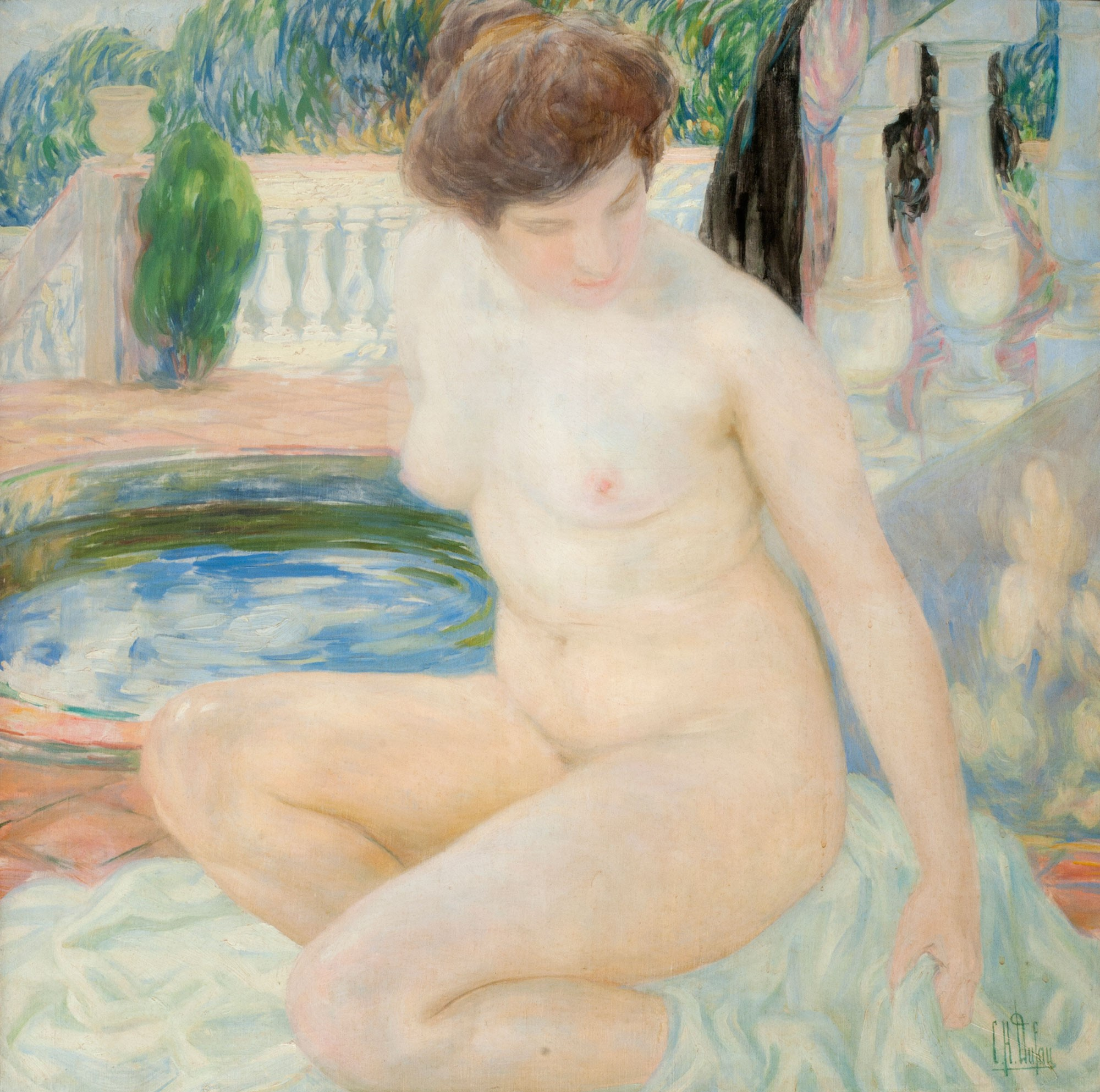
El baño - Clémentine Hélène Dufau

Entre los reconocimientos que obtuvo del Salón de París, se incluyen: premio Bashkirtseff, 1895; medalla de tercer lugar, 1897; cartera de viaje, 1898; medalla de segundo lugar, 1902; Hors Concour; medalla de plata en la Exposición Universal de París de 1900. Francia le otorgó la Cruz de la Legión de Honor, igual que a Mme. Curie

## Biografía
Nació en 1869 en Quinsac, Gironda. Murió en 1937. Presentó la obra Nageurs au Gorra d'Antibes en la competencia artística de las Olimpiadas de verano de 1932, pero no tuvo ningún reconocimiento.

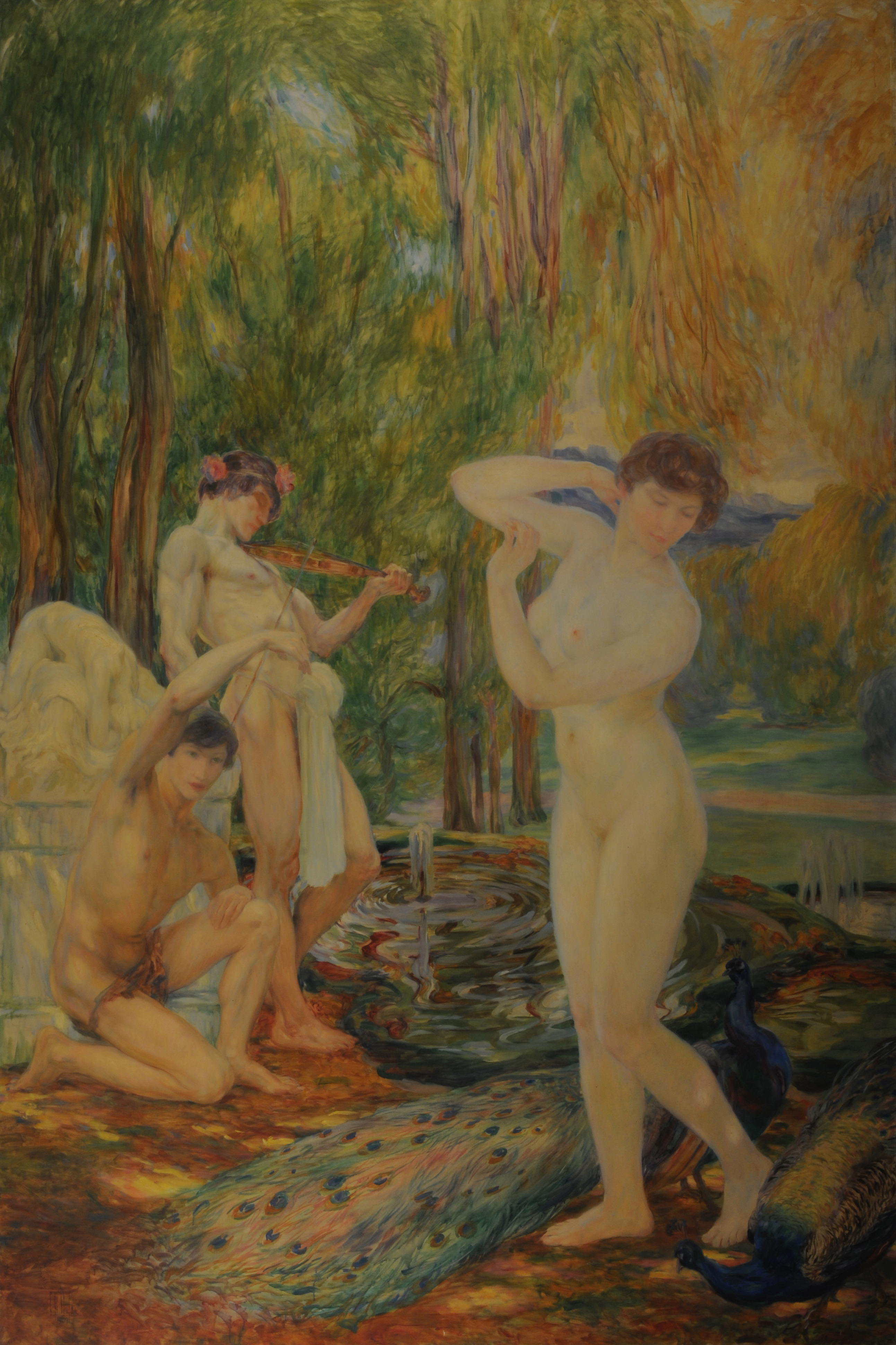
Chant à la Beauté - Clémentine-Hélène Dufau